# بافل نينكوف
بافل نينكوف (بالصربية: Павле Нинков)‏ (20 أبريل 1985 مملكة المجر - ) هو لاعب كرة قدم صربي، يلعب كمدافع.

## روابط خارجية
- بافل نينكوف على موقع قاعدة بيانات كرة القدم.إي يو (الإنجليزية)
- بافل نينكوف على موقع ناشيونال فوتبول تيمز (الإنجليزية)
- بافل نينكوف على موقع Soccerway.com (الإنجليزية)
- بافل نينكوف على موقع عالم كرة القدم.نت (الإنجليزية)
- بافل نينكوف على موقع AS.com (الإسبانية)